# Loarre
Loarri o Loharri (català) (Lobarre (aragonès), Loarre (castellà)) és un municipi aragonès situat a la província d'Osca i enquadrat a la comarca de la Foia d'Osca. En aquest municipi hi ha el conegut Castell de Loarri, una fortalesa romànica de gran importància.

## Geografia
- Situat en les serres exteriors pirenaiques.

El terme de Loarri engloba els pobles de Novalia, Liso, Jabarrillo, Linás de Marcuello, Santa Engracia de Loarrey Sarsamarcuello.

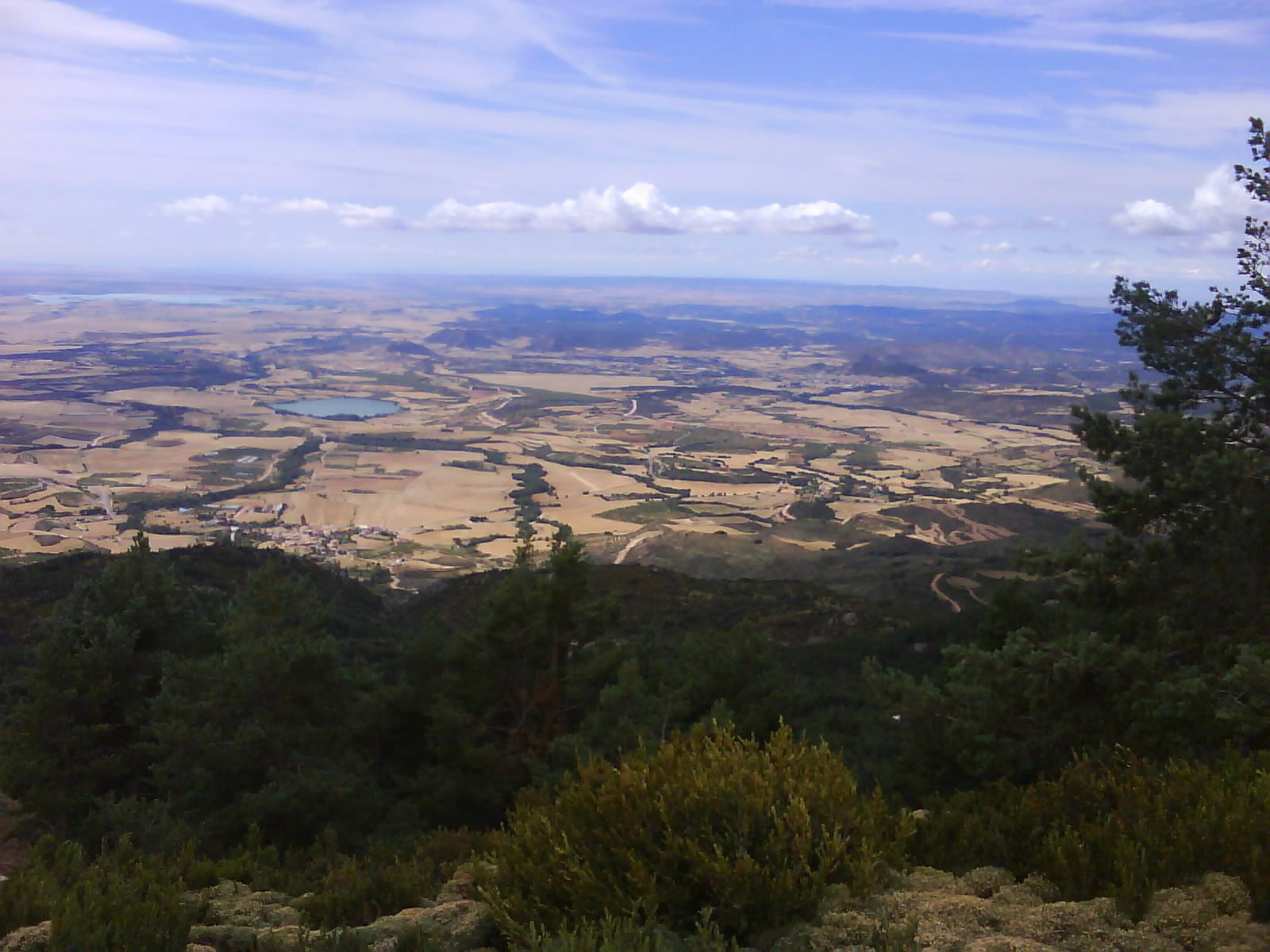
Vistes de Loarri des de la muntanya

## Història
Està situat a les serres exterior pirenaiques. Els nucli urbà està molt ben cuidat i dins es poden trobar edificis importants com és l'església parroquial (1505), que posseeix una ermita romànica dedicada a Santa Águeda. Sota el castell medieval es van trobar restes de muralles romàniques.
La història es troba estretament lligada a la del castell, ja que com va estar erigit en un lloc estratègic va pertànyer una multitud de persones i ètnies diferents.
- En 1016 comença a construir-se el Castell de Loarri i es construeix en diverses fases durant el segle xi.
- En març de 1099 el rei Pere I d'Aragó va confirmar al monestir de Montearagó l'església de “Luar”
- El 24 de setembre de 1381 el rei Pere III d'Aragó va vendre a Pere Jordà d'Urries la vila de Loarri amb les seves aldees.
- El 29 d'octubre de 1408 el rei Martí I va vendre el castell i vila de Loarri a Ramon de Mur.

## Economia
Els principals sectors econòmics són l'agricultura i la ramaderia ovina i bovina. Pel que fa a l'agricultura, l'Ametller i el cereal de secà són els més importants seguidament de l'oliver.
A més a més, existeixen activitats secundàries com són la caça de porcs senglars i trufes de les Serres de Loarri i Sarsamarcuello, de manera que contribueixen també a potencial l'economia local.
Un altre sector important és el turisme, ja que tracten d'aprofitar l'ambient atractiu i de tant interès per als turistes.
El sector industrial es escàs, només trobem 3 petites empreses (Construcció, fusteria i producció d'aliments artesanals).

## Demografia
| 1900  | 1910  | 1930 | 1940 | 1950 | 1960 | 1970 | 1981 | 1986 | 1992 | 1999 | 2004 | 2006 | 2007 | 2008 | 2009 |
| ----- | ----- | ---- | ---- | ---- | ---- | ---- | ---- | ---- | ---- | ---- | ---- | ---- | ---- | ---- | ---- |
| 1.544 | 1.449 | 883  | 845  | 696  | 589  | 561  | 449  | 441  | 417  | 400  | 397  | 392  | 379  | 369  | 376  |

## Monuments

### Monuments religiosos
- Església parroquial de Sant Esteve (Segle XVI)
- Ermita de Santa Àgueda (romànica, Segle XII)
- Ermita de Sant Joan
- Ermita de Santa Marina

### Monuments civils
- Castell de Loarri, del segle xi és considerat la fortalesa romànica més important d'Espanya i d'Europa.
- L'hostatgeria, antiga Casa Consistorial, de construcció estil renaixentista aragonès del segle XVI
- Font de tres canelles del segle XVI
- Restaurant Asador O' Caminero, per gaudir de la millor cuina tradicional.
- El càmping de Loarre, a més d'allotjar-se t'ofereix tot tipus d'activitats d'oci i aventura. Situat a la mateixa carretera del Castell.

## Festes
- Dia 5 de febrer, en honor de  Santa Àgueda, romeria a l'ermita del mateix nom.
- Dia 15 de maig, en honor de  Sant Isidre, romeria a l'ermita de Santa Marina.
- Dia 25 de juliol en honor de  Santiago.
- Dia 8 d'octubre en honor de  Sant Demetri.

## Persones cèlebres
- Guillem de Loarre - Teòleg mercedari que va viure al Segle XIV
- Diego Pontac - (n.1603) Músic i compositor
- Antonio José Aoiz - Jurista i economista del Segle XVII
- Manuel de Ena i Sas, Loarre 1801, Tinent General enterrat a la basílica del Pilar de Saragossa
- Antonio Coarasa Constant
- Carlos Garulo Ena

## Curiositats
- Benito Pérez Galdós atorga el títol de Marqués de Loarre a Guillermo de Aransís, personatge protagonista dels Episodis nacionals.

Els noms de les cases de Loarri són els següents:
- Zona església- plaça Major: 
  - Amante Anselmo Barol Barrustas Cabalero Cabecica Cagaleta Caminero Campa Chalacambra Chisclai Cuartero Foria Fusero Galán Gila Garrica Gino Grabiel Ferrero Jabarrillero Lacambra Lambán Liborio Liso Miñón Mocico Orós Pelaire Polonio Pedreño Prensador Puchamán Ramoné Sabina Serafín Santos Tricas Zufras
- Zona carrer Major - Barri Alt: 
  - Andresé Barrenero Botitas Capitán Cadenas Caracoles Carcelero Chelao Chicotón Chorda Chuanico Conde Conejo Culito Domé Esquirador Fatás Fausto Fusero Gapito Gato Jando Jandico Lacuna Lafarga Lanaspa Lorés Monche Niñero Ostuto O'Pocero Potaje Pepe Pepico Picafuegos Pintor Pola Pastora Regina Salinero Sixta Tenderé Tolta Toñé Zapatero

## Agermanament
- Sent Laurenç e Bretanha